# عبد الله مجيد الجودي
عبد الله مجيد الجودي هو مواطن سعودي اعتقل خارج نطاق القضاء في معسكرات الاعتقال الأمريكية في خليج غوانتانامو في كوبا. وكان الرقم التسلسلي له في معتقل جوانتانامو 25. ويقدر محللون أمريكيون لمكافحة الإرهاب انه ولد في 1967 في مكة المكرمة في السعودية.

## الإعادة إلى الوطن
وقد أعيد الجودي إلى السعودية في 21 فبراير 2007، إلى جانب ستة سعوديين آخرين. وقد تم اعتقال الرجال السبعة دون توجيه تهمة إليهم في سجن الحائر، في حين قرر مسؤولون في القضاء السعودي ما إذا كانوا قد انتهكوا أي قوانين سعودية.

## البنتاغون يدعي أنه «عاد إلى القتال»
في 20 مايو 2009، ذكرت صحيفة نيويورك تايمز نقلا عن وثيقة لم تنشر بعد عن وزارة الدفاع أن مسؤولي وزارة الدفاع زعموا أن عبد الله مجيد الجودي كان واحدا من 74 معتقل سابق في غوانتانامو «يشاركون في الإرهاب أو النشاط المسلح». وفي 27 مايو 2009، نشرت وكالة الاستخبارات العسكرية «صحيفة وقائع» أكدت تورط الجودي في أعمال إرهابية بعد عودته. وأدرجته وكالة الاستخبارات العسكرية على أنه شارك في «التسهيل الإرهابي».

## وصلات خارجية
- The Guantánamo Files: Website Extras (8) – Captured in Afghanistan Andy Worthington